# Lastbilcentralen
Lastbilcentralen A/S er en dansk transportvirksomhed, der blev grundlagt i 1903, hvilket gør den til en af de ældste virksomheder af sin slags i Danmark.
I starten var selskabets navn ikke Lastbilcentralen, idet datidens primære transportmiddel var heste. En kendsgerning var det dog, at der var tale om en CENTRAL, nemlig et sted hvor kunderne kunne ringe til og bestille en transport, hvorefter centralen formidlede de pågældende kørsler udført, hvis det da ellers var muligt at finde en ledig, udhvilet hest. Først i 1930'erne overgik man til lastbiler.

Den første officielle registrering af firmanavnet er af nyere dato, nemlig den 12. januar 1971, hvor Lastbilcentralen A/S blev medlem af Dansk Vognmandslaug.
I 1972 blev Centralen slået sammen med Brdr. Widell, og en af de første kranvognsvirksomheder blev til. 
Lastbilcentralen A/S er i dag et kranfirma med 40 kranvogne i størrelserne 14 Tons Meter til 150 Tons Meter (TM), som kan række henholdsvis fra 10 til 40 meter. 
LB har i dag til huse i Ballerup.

## Ekstern kilde/henvisning
- Lastbilcentralens hjemmeside